# مديرية حجر

تعديل مصدري - تعديل

مديرية حجر إحدى مديريات محافظة حضرموت في شرق اليمن. بلغ عدد سكانها 25566 نسمة عام 2004.

موقع مديرية حجر في محافظة حضرموت

## المناخ
يظهر الجدول التالي التغييرات المناخية على مدار السنة لمديرية حجر:
| البيانات المناخية لـمديرية حجر    | البيانات المناخية لـمديرية حجر | البيانات المناخية لـمديرية حجر | البيانات المناخية لـمديرية حجر | البيانات المناخية لـمديرية حجر | البيانات المناخية لـمديرية حجر | البيانات المناخية لـمديرية حجر | البيانات المناخية لـمديرية حجر | البيانات المناخية لـمديرية حجر | البيانات المناخية لـمديرية حجر | البيانات المناخية لـمديرية حجر | البيانات المناخية لـمديرية حجر | البيانات المناخية لـمديرية حجر | البيانات المناخية لـمديرية حجر |
| الشهر                             | يناير                          | فبراير                         | مارس                           | أبريل                          | مايو                           | يونيو                          | يوليو                          | أغسطس                          | سبتمبر                         | أكتوبر                         | نوفمبر                         | ديسمبر                         | المعدل السنوي                  |
| --------------------------------- | ------------------------------ | ------------------------------ | ------------------------------ | ------------------------------ | ------------------------------ | ------------------------------ | ------------------------------ | ------------------------------ | ------------------------------ | ------------------------------ | ------------------------------ | ------------------------------ | ------------------------------ |
| متوسط درجة الحرارة الكبرى °م (°ف) | 19.3 (66.7)                    | 20.3 (68.5)                    | 22.1 (71.8)                    | 23.6 (74.5)                    | 25.7 (78.3)                    | 27.1 (80.8)                    | 25.9 (78.6)                    | 25.2 (77.4)                    | 24.4 (75.9)                    | 22.8 (73.0)                    | 20.7 (69.3)                    | 19.5 (67.1)                    | 23.1 (73.5)                    |
| متوسط درجة الحرارة الصغرى °م (°ف) | 7.1 (44.8)                     | 8.4 (47.1)                     | 10.5 (50.9)                    | 12.6 (54.7)                    | 14.7 (58.5)                    | 15.9 (60.6)                    | 16.1 (61.0)                    | 15.3 (59.5)                    | 14.4 (57.9)                    | 10.7 (51.3)                    | 8.4 (47.1)                     | 7.8 (46.0)                     | 11.8 (53.3)                    |
| الهطول مم (إنش)                   | 11 (0.4)                       | 10 (0.4)                       | 26 (1.0)                       | 21 (0.8)                       | 10 (0.4)                       | 4 (0.2)                        | 11 (0.4)                       | 20 (0.8)                       | 7 (0.3)                        | 1 (0.0)                        | 9 (0.4)                        | 8 (0.3)                        | 138 (5.4)                      |
| المصدر: Climate-data.org          |                                |                                |                                |                                |                                |                                |                                |                                |                                |                                |                                |                                |                                |